# Microscopía

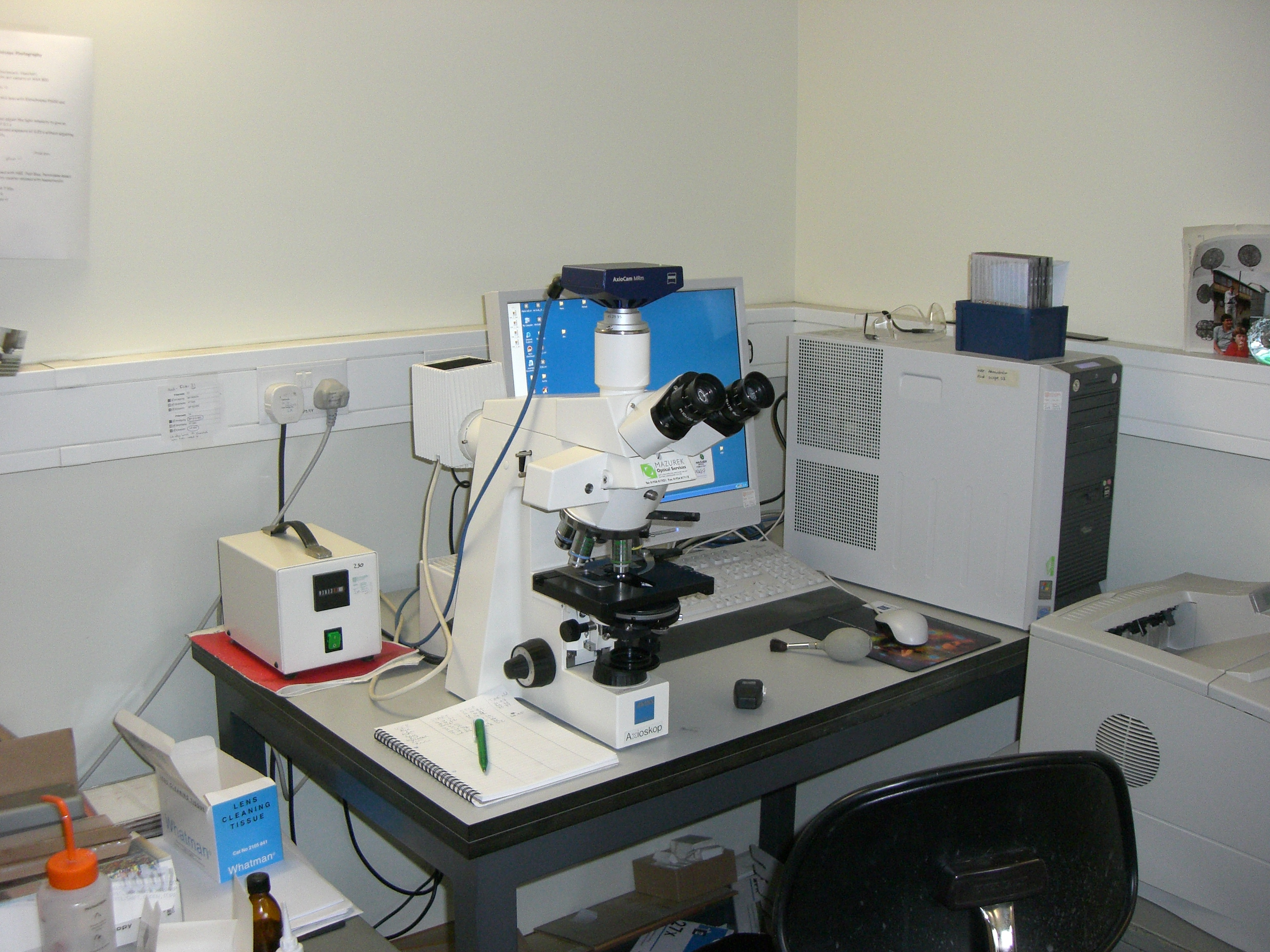
fig. m1: Un microscopio con iluminación por lámpara de mercurio para microscopía de fluorescencia, con cámara digital acoplada y conectado a un ordenador.

La microscopía (o también sin tilde: «microscopia») es el conjunto de técnicas y métodos destinados a hacer visible los objetos de estudio que por su pequeñez están fuera del rango de resolución del ojo normal.

Si bien el microscopio es el elemento central de la microscopía, el uso del mismo se requiere para producir las imágenes adecuadas, de todo un conjunto de métodos y técnicas afines pero extrínsecas al aparato. Algunas de ellas son, técnicas de preparación y manejo de los objetos de estudio, técnicas de salida, procesamiento, interpretación y registro de imágenes, etc.
Exceptuando técnicas especiales como las utilizadas en microscopio de fuerza atómica, microscopio de iones en campo y microscopio de efecto túnel, la microscopía generalmente implica la difracción, reflexión o refracción de algún tipo de radiación incidente en el sujeto de estudio.

## Historia
Antonie van Leeuwenhoek (Holanda, 1632-1723), un vendedor de telas, aficionado a pulir lentes, logró fabricar lentes lo suficientemente poderosas como para observar bacterias, hongos y protozoos, a los que llamó "animálculos".
El primer microscopio compuesto fue desarrollado por Zacharias Janssen. A partir de este, los avances tecnológicos permitieron llegar a los modernos microscopios de nuestro tiempo, los que existen de varios tipos y son usados con diferentes fines. Cincuenta años después de la creación del microscopio, el inglés Robert Hooke perfecciona el microscopio; Hooke utiliza un microscopio compuesto para estudiar cortes de corcho y describe los pequeños poros en forma de caja, a los que él llamó "células". Publica su libro Micrographia.

## Microscopía óptica

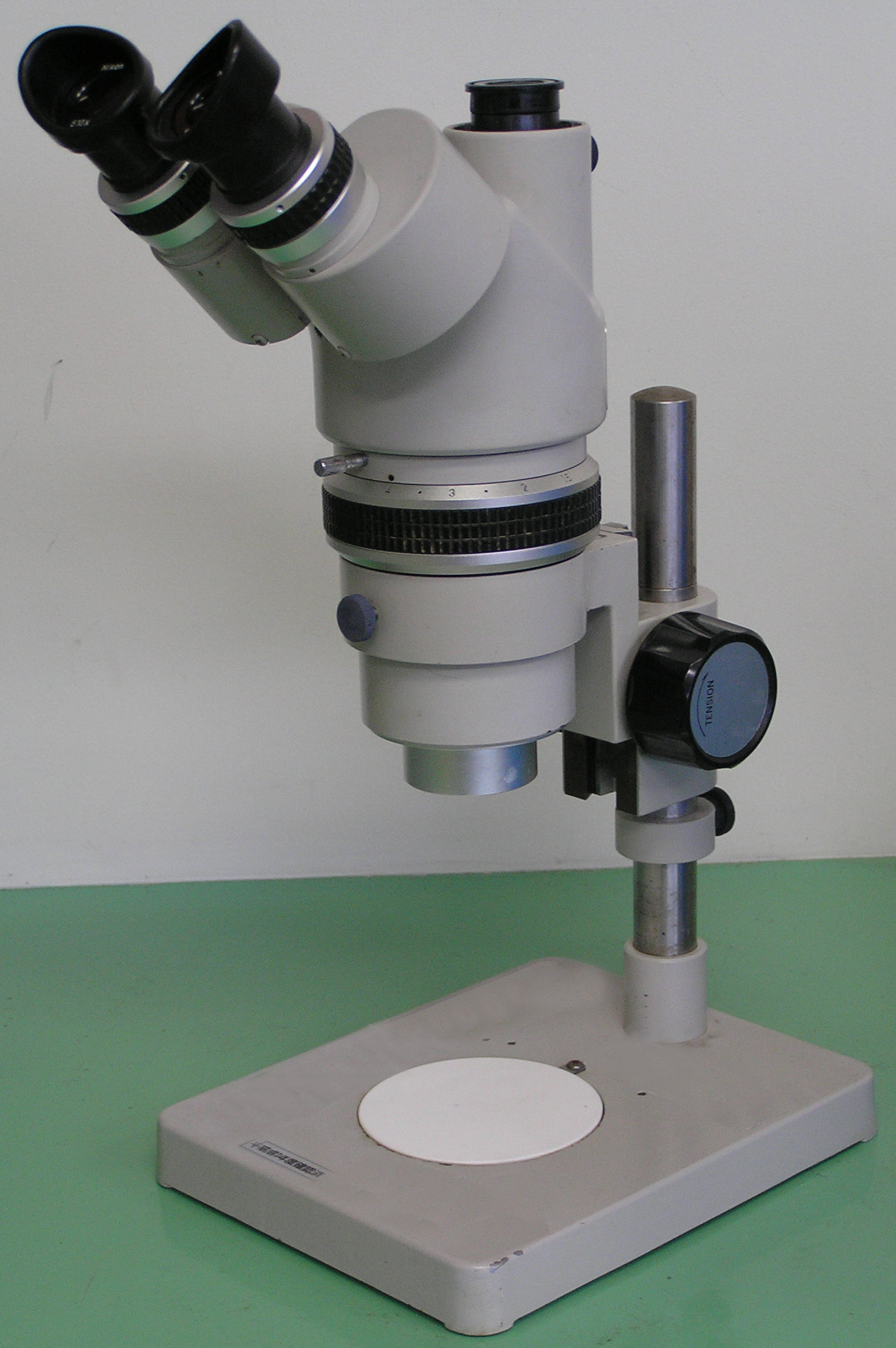
fig. mo1: Microscopio estereoscópico

Microscopía óptica (microscopía de luz clásica), consiste en hacer pasar luz visible de una fuente (difractada, reflejada o refractada en el sujeto de estudio) a través de lentes ópticos simples o múltiples, para lograr una vista ampliada de la muestra. La imagen resultante puede ser detectada directamente por el ojo humano, impresa en una placa fotográfica o registrada y mostrada digitalmente (y eventualmente almacenada en algún soporte digital). En la fig. mo1 puede verse un microscopio estereoscópico (adecuado principalmente para una visión binocular directa).

## Microscopía electrónica
Un microscopio electrónico usa electrones en lugar de fotones (o luz visible) para formar imágenes. Los microscopios electrónicos permiten alcanzar amplificaciones mayores, debido a que la longitud de onda de los electrones es bastante menor que la de los fotones.

## Galería de imágenes
|                           |
| Fibra de poliéster (MEB). |

|                        |
| Granos de polen (MEB). |

|                                 |
| Imagen de Diatomea 5000X (MEB). |

|                                                     |
| Nemátodo parásito de la soja con falso color (MEB). |

|                              |
| Cabeza de una hormiga (MEB). |

|                         |
| Fibra de amianto (MEB). |

|                                 |
| Ojo de Euphausia superba (MEB). |

|                                        |
| Cuerpo de una mosca de la fruta (MEB). |

|                                     |
| Ojo de una mosca de la fruta (MEB). |

|                      |
| Sangre humana (MEB). |